# マネーざんす
マネーざんすは、2001年公開の日本映画。お金をテーマに、6人の監督が制作したオムニバス映画。つんくが制作総指揮。

## 概要
お金をテーマにして、6人の監督（天野ひろゆき、勝村政信、野沢直子、藤井秀剛、とよた真帆、飯田かずな）が作った6本の短篇によるオムニバス形式の映画。
フジテレビ系深夜番組「つんくタウン」のプロジェクト。つんくタウンFILMSの第6弾として、製作・公開された作品。

## 作品
- 『B5』（双眼鏡でのぞき見をする、規則正しいタクシー運転手。その行為を変える事件が…） 
  - 監督：天野ひろゆき
  - 出演：下元史朗、上野潤、高川裕也
- 『マスクマン』（借金返済の為に、誘拐するはずが、誤って、人質を殺してしまい…）
  - 監督：飯田かずな
  - 出演：高野翔司、高槻純、富子、君作、吉田祐健、タケト、内藤トモヤ、棚橋ナッツ、小坂建二、堀智宏
- 『GO!GO!宇宙ドクターズ』（謎の超能力集団「宇宙ドクターズの壮絶な仕事っぷりとは）
  - 監督：勝村政信
  - 出演：唐沢寿明、杉本哲太、六平直政、奥野敦士、梅津栄、高橋由美子、春海四方、内藤敬のり、松たか子、松尾貴史
- 『La paume〜ひよこと百円君』（ひよこと百円君の不思議で切ない恋の物語）
  - 監督：とよた真帆
  - 出演：川平慈英、宅麻伸、石井正則、隈部美帆、小松千春、
- 『お金センター』（山本の頭の中にいるちっちゃなオペラ歌手は、競馬の予想屋。欲深い女が、それ欲しさに山本を誘拐し、拷問した為、奇妙な世界に迷い込んでしまう）
  - 監督：野沢直子
  - 出演：清水ミチコ、江頭2:50
- 『監金』（たまたま手にしてしまった、ジュラルミンケース。その存在がやがて彼の人生を狂わせていこうとは…）
  - 監督：藤井秀剛
  - 出演：石田純一、矢代和央、赤星満、ボブ鈴木、藤井秀剛、野村佑香、衣笠友明、草野渉、諏訪部仁